# Чистополье (Кировская область)
Чистополье — село в Котельничском районе Кировской области России.
Административный центр Чистопольского сельского поселения.

## История
Возникло в 1768 году в левобережье Пижмы, на горе, рядом протекает небольшая речка Каменка. В 1835 году была построена каменная церковь Иоанна Предтечи. Расстояние от города Вятки — 166 верст, от уездного города Котельнича 70 верст, есть деревянная часовня, построена в 1897 году, по штату: 2 священника, 1 дьяк, 2 псал., квартира для причта казенная. Приход состоит из 47 селений, расстояние 1-25 верст. В селе одноклассная церковно- приходская женская школа и земское училище. В приходе две смешанные земские школы- в д. Катни в 15 верстах и Подволочной в 10 верстах. Прихожане занимаются исключительно земледелием, а в зимнюю пору продажей дров и различных лесных материалов. Никаких ремесленников, кроме кузнеца, в приходе нет. Медпункт фельдшерский и ветеринарный в деревне Пишнур в 12 верстах, волостное правление Пишнурское.
Проселочная дорога пролегает в версте, а трактовая в 10 верстах от села. Каждая семья обязательно выращивала лен. Лен обрабатывали женщины в свободное время от работы в поле и дома пряли, ткали полотно для одежды, мужчины плели лапти — главная обувь в селе. Были на селе и ремесленники — шорники, кадочники, столяры и другие. Продукты сельского хозяйства, ремесленные изделия поступали в продажу. В условиях господства натурального хозяйства, производство было рассчитано на удовлетворение внутренних потребностей семьи. Крестьяне жили общиной. В общине была круговая порука. Малоимущим сообща оказывали помощь. Налоги платили казне. В пользу казне выполняли повинности — ямская, рекрутская и др. Посевные семена, чтобы крестьяне не съели, до нового урожая хранили в магазеях (общий склад общины).
В Чистополье была организована первая в уезде сельскохозяйственная коммуна именем В. И. Ленина. Первая коммуна просуществовала 5 лет. В коммуне насчитывалось 60 коммунаров. Коммунарами были не только жители села Чистополье, но и проезжие из других деревень и уездов. Вступающие в Коммуну сдавали скот, хлеб, имущество, сельскохозяйственный инвентарь. В 1932 году на базе коммуны был образован колхоз «Автора». Общественное хозяйство колхоза было слабое: коров — 15 голов, свиней — 15 голов, телят — 8 голов. Жатки, косилки, молотилки (конные) выделило колхозу государство.
Постепенно хозяйство росло и крепло. В 1959 году колхоз укрупнился. Укрупненный колхоз был назван «Правда», в его состав вошло 22 деревни Чистопольского и Волковского сельсоветов.
Чистопольский сельский Совет был образован на базе Чистопольской волости Котельничского рапйона Вятской губернии в 1929 году. В 1933 году Чистопольский с\с переведен в Арбажский район. В январе 1960 года в состав Чистопольского с\с вошел упраздненный Волковский с\с. В 1962 году Чистопольский с\с находится в составе Котельничского района.

## Известные люди
В селе родился Анатолий Гребнев — будущий советский, российский врач и поэт. Член Союза писателей СССР .